# 魏然 (1918年)
魏然（1918年7月—1995年10月12日），原名魏家齐，男，江苏仪征人，中华人民共和国政治人物、军事人物，曾任中国人民解放军铁道兵副参谋长，浙江省军区顾问。